# Phymatodiscus coniferus
Phymatodiscus coniferus es una especie de arácnido del orden Mesostigmata de la familia Trachyuropodidae.

## Distribución geográfica
Se encuentra en Nueva Guinea.